# Pertusaria leucostomoides
Pertusaria leucostomoides är en lavart som beskrevs av Zahlbr. Pertusaria leucostomoides ingår i släktet Pertusaria och familjen Pertusariaceae.   Inga underarter finns listade i Catalogue of Life.